# Charles Davis (Schauspieler)
Charles Davis (* 31. August 1925 in Dublin, Irischer Freistaat; † 12. Dezember 2009 in Thousand Oaks, Kalifornien, Vereinigte Staaten) war ein irischer Charakterschauspieler, Drehbuchautor und Regisseur.

## Leben
Davis startete sein Schauspielkarriere am Abbey Theatre in Dublin, später zog er in die Vereinigten Staaten. Ende der 1940er-Jahre hatte er über 1000 Auftritte am Broadway in dem Bühnen-Hit Finian’s Rainbow und tourte mit dieser Produktion auch durch die USA. Er begann eine Filmkarriere und trat zwischen 1951 und 1987 in über 20 Filmen und 100 Fernsehproduktionen auf. 
Neben der Schauspielerei leitete er gemeinsam mit Dan O’Herlihy die Hollywood School of Drama und das Hollywood Repertory Theater. Zudem war Davis von den 1960er- bis in die 1990er-Jahre auch als Autor, Regisseur und Filmproduzent tätig. Er schrieb, inszenierte und produzierte für mehrere Spielfilme und Fernsehserien.

## Filmographie (Auswahl)
Als Schauspieler
- 1951: The Man from Planet X
- 1951: Rommel, der Wüstenfuchs (The Desert Fox: The Story of Rommel)
- 1953: Die Wüstenratten (The Desert Rats)
- 1954: Alt Heidelberg (The Student Prince)
- 1954: Rocky Jones, Space Ranger (Fernsehserie, 2 Folgen)
- 1955: Treffpunkt Hongkong (Soldier of Fortune)
- 1955: Das Schloß im Schatten (Moonfleet)
- 1955: Des Königs Dieb (The King’s Thief)
- 1956: Abwehr greift ein (5 Steps to Danger)
- 1957: Das nackte Gesicht (The Young Stranger)
- 1957–1960: Alfred Hitchcock Presents (Fernsehserie, 7 Folgen)
- 1958: Erwachsen müßte man sein (Leave It to Beaver, Fernsehserie, 2 Folgen)
- 1958/1959: Perry Mason (Fernsehserie, 2 Folgen)
- 1959: Die den Tod nicht fürchten (The Wreck of the Mary Deare)
- 1960: Kein Fall für FBI (The Detectives, Fernsehserie, Folge 1x27)
- 1960: Tausend Meilen Staub (Rawhide, Fernsehserie, Folge 2x32)
- 1961: Maverick (Fernsehserie, Folge 4x21)
- 1965: Verrückter wilder Westen (The Wild Wild West, Fernsehserie, 4 Folgen)
- 1968: Star!
- 1971: Alias Smith und Jones (Fernsehserie, Folge 1x10)
- 1971–1972: Night Gallery (Fernsehserie, 2 Folgen)
- 1972: Fall Ivy Duncan (The Adventures of Nick Carter, Fernsehfilm)
- 1977: Der Mann aus Atlantis (Man from Atlantis, Fernsehserie, Folge 1x01)
- 1985: Der Denver-Clan (Dynasty, Fernsehserie, Folge 5x21)
- 1986: Falcon Crest (Fernsehserie, Folge 5x14)
- 1986: Remington Steele (Fernsehserie, Folge 4x15)
- 1986: Knight Rider (Fernsehserie, Folge 4x22)
- 1986: Der Mann vom anderen Stern (Starman, Fernsehserie, Folge 1x01)
- 1987: L.A. Law – Staranwälte, Tricks, Prozesse (L.A. Law, Fernsehserie, Folge 1x13)
- 1987: Mord ist ihr Hobby (Murder, She Wrote, Fernsehserie, Folge 3x12)
- 1987: Ein Engel auf Erden (Highway to Heaven, Fernsehserie, Folge 4x06)

Hinter der Kamera
- 1960: Get Outta Town (als Regisseur, Produzent und Editor)
- 1973: Happy as the Grass Was Green (als Regisseur und Drehbuchautor)
- 1985: Geheimcode Charly (Thunder Run) (als Drehbuchautor und Associate Producer)
- 1993: Die Watching (als Regisseur)